# Ait M'Hamed
Ait M'Hamed (en àrab آيت امحمد, Āyt Imḥammad; en amazic ⴰⵢⵜ ⵎⵃⵎⵎⴷ) és una comuna rural de la província d'Azilal, a la regió de Béni Mellal-Khénifra, al Marroc. Segons el cens de 2014 tenia una població total de 23.696 persones.